# Wilbraham Egerton
Wilbraham Egerton (1er septembre 1781 - 25 avril 1856) est un propriétaire terrien britannique et un homme politique de la famille Egerton.

## Biographie
Il est le fils aîné survivant de William Tatton, plus tard Egerton et fait ses études au Collège d'Eton (1796) et probablement à Brasenose College, Oxford (1800). En 1806, il succède à son père, héritant du grand domaine de Tatton Hall dans le nord du Cheshire. Il termine la grande maison de campagne construite par son père et la meuble avec des meubles de Gillows de Lancaster et de Londres .
Il est capitaine dans la milice du Royal Cheshire en 1803, lieutenant-colonel dans le régiment de Macclesfield en 1809 et capitaine (1831), puis lieutenant-colonel dans la yeomanry du King's Cheshire (1831).
Il est nommé haut shérif de Cheshire pour 1808–09 et élu député de Cheshire en 1812, siégeant jusqu'en 1831.
Il épouse sa cousine Elizabeth, la fille de Sir Christopher Sykes (2e baronnet) de Sledmere House, Yorkshire, avec qui il a 7 fils et 3 filles. Leur fils aîné et héritier est William Egerton (1er baron Egerton). Un fils cadet, Edward Egerton, est député de Macclesfield et Cheshire East. Il est décédé en 1856.